# Лютий 2019
Лютий 2019 — другий місяць 2019 року, що почався у п'ятницю 1 лютого та закінчився в четвер 28 лютого.

## Події
- 1 лютого
  - Президент США Дональд Трамп оголосив, що з 2 лютого, США розпочнуть шестимісячний період виходу з Договору про ліквідацію ракет середньої та малої дальності через порушення Росією упродовж тривалого часу умов цього договору[1].
  - Європейський Союз і Японія підписали Угоду про економічне партнерство, створивши найбільшу у світі зону вільної торгівлі[2].
  - Біля кубинського міста Вільялес, муніципалітет Пінар-дель-Ріо впав метеорит. Останній метеорит на Кубі був зареєстрований у 1994 році[3][4].
  - У фіналі кубка Азії з футболу збірна Катару з рахунком 3:1 перемогла збірну Японії, ставши уперше континентальними чемпіонами[5].
  - Сенатор Нью-Джерсі Корі Букер із демократичної партії оголосив про свій балотуватися на пост президента на президентських виборах 2020 року[6].
- 2 лютого
  - Президент Російської Федерації Володимир Путін у відповідь на заяву Дональда Трампа заявив про намір призупинення участі Росії в Договорі про ліквідацію ракет середньої та малої дальності[7].
  - У Франції відбувся 12-й акт протестів «Жовтих жилетів»[8].
  - Сотні тисяч венесуельських людей виходять на вулиці, щоб протестувати проти кризи[en] в країні й вимагають кращого економічного становища. У Каракасі проводяться великі мітинги як проти Мадуро так і проти Гуайдо[9].
  - У результаті обвалу житлового будинку в місті Алеппо, Сирія, загинуло 11 осіб[10].
  - У Деснянському районі міста Києва сталася пожежа на складах будматеріалів[11].
  - У Брюсселі відбулася 9-та церемонія вручення бельгійської національної кінопремії «Магрітт». Найкращим фільмом стала драма «Наші битви».[12]
  - У Брюсселі відбулася 33-я церемонія[en] вручення премії «Гойя». Найкращим фільмом став «Чемпіони»[en], режисером — Родріго Сорогоєн[en], актором — Антоніо де ла Торре, актрисою — Сусі Санчес[13].
  - На Чемпіонаті світу з хокею з м'ячем переможцем стала команда Росії[14].
- 3 лютого
  - Відбулася інтронізація глави Православної церкви України Епіфанія під час літургії у Соборі Святої Софії Київської[15].
  - В Індії, в окрузі Вайшалі[en] перевернувся поїзд[en], загинуло семеро осіб[16].
  - Папа Франциск прибув до Абу-Дабі, Об'єднані Арабські Емірати, ставши першим папою, що відвідав Аравійський півострів[17].
  - Колишній мер Сан-Сальвадора Наїб Букеле з партії «GANA»[en] обраний президентом Сальвадору при підтримці в 53,1 %[en][18].
  - На дні Ла-Маншу знайшли уламки Piper PA-46 Malibu, що зник безвісти 21 січня 2019 року з двома людьми на борту[19].
  - Вибори Президента України: ЦВК завершила приймати документи від кандидатів. Загалом заяви подало 90 осіб, що є рекордною кількістю для України[20].
  - Українська біатлоністка Катерина Бех отримала золоту медаль у спринті та гонці переслідування на юніорському чемпіонаті світу, що відбувався в словацькому Брезно-Осрблі[21].
  - Помер російський музикант, репер Кирило Толмацький, який виступав під псевдонімом Децл[22].
- 4 лютого
  - Українська художниця попелом Ксенія Симонова вийшла до фіналу престижного американського талант-шоу «Америка має талант: Чемпіони[en]»[23].
  - 19 держав ЄС, включаючи Францію, Велику Британію, Німеччину, Іспанію та Нідерланди, визнали Хуан Гуайдо тимчасовим президентом країни, після того як Ніколас Мадуро відкинув пропозицію щодо дострокових виборів[24]. Україна закликає запобігти розв'язанню політичної кризи у Венесуелі силовими методами й провести демократичні вибори[25].
  - У Канаді випустили четверту монету у вигляді писанки номіналом у 20 доларів[26].
  - У результаті встановленого в автомобіль вибухового пристрою[en] в Могадішо, Сомалі, загинуло 11 осіб та ще понад 10 поранено[27].
- 5 лютого
  - Уночі в Парижі, Франція, загорівся[en] багатоповерховий житловий будинок. Семеро осіб загинуло та ще понад 30 постраждало[28].
  - Одинадцять країн-членів Лімської групи[en] підтримали декларацію щодо визнання Хуана Гуайдо тимчасовим президентом Венесуели, інші — Гаяна, Мексика та Сент-Люсія — не підтримали цю декларацію[29].
  - Під час мирних афгано-талібських переговорів у Москві, в Афганістані бойовики талібів учиняють декілька нападів, убивши понад 40 осіб[30].
  - У Софійському соборі під головуванням митрополита Київського і всієї України, предстоятеля ПЦУ Епіфанія відбулося перше засідання синоду Православної церкви України, на якому затверджено його склад[31].
  - Українська художниця піском Ксенія Симонова вийшла у фінал на престижному американському талант-шоу «Америка має талант»[32].
- 6 лютого
  - Філіппінське міністерство охорони здоров'я[en] повідомляє щодо спалаху кору[en], що пов'язаний із падінням довіри до вакцинації у зв'язку зі збільшенням протидії денгваксії[en][33].
  - У Брюсселі між генеральним секретарем НАТО Єнсом Столтенбергом та міністром закордонних справ Північної Македонії Нікола Дімітровим було підписано протокол щодо приєднання до НАТО[34].
  - США успішно випробували міжконтинентальну балістичну ракету Minuteman III. Третій запуск був проведений на базі ВПС Ванденберг у Каліфорнії[35].
  - Уряд України припинив дію угоди з Росією про обмін правовою інформацією шляхом електронної передачі документів[36].
  - Національне агентство з питань запобігання корупції України створило і відкрило реєстр осіб, які вчинили корупційні або пов'язані з корупцією правопорушення[37].
  - Нижня палата парламенту Франції ухвалила «антихуліганський закон». Його підтримали 387 депутатів, проти виступили 92[38].
  - Росія скасувала деякі економічні заходи щодо турецьких громадян, що були накладені за збитий літак[39].
  - Комік Кевін Гарт офіційно відмовився від ведучого Оскар 2019[40].
  - За рейтингом складеним «Spa Seekers» Нью-Йорк став найроматичнішим містом, Париж опинився лише на 4 місці[41].
  - Українська сноубордистка Аннамарі Данча завоювала срібло на чемпіонаті світу[en] у паралельному гігантському слаломі та вперше в історії українського спорту здобула медаль чемпіонату світу зі сноубордингу[42].
- 7 лютого
  - Верховна Рада України внесла поправки до Конституції, які закріпили курс на повноправне членство в Європейському Союзі та НАТО[43].
  - В Україні почав діяти закон про валюту і валютні операції[44].
  - Національна рада України з питань телебачення і радіомовлення вирішила призупинити мовлення телеканала «Наше любимое кино», який показує радянські і російські фільми[45].
  - Уперше з часів Другої світової війни, Франція відкликала свого посла в Італії[46].
  - Український фристайліст Олександр Абраменко завоював срібло на чемпіонаті світу[en] у лижній акробатиці та вперше в історії українського спорту здобув медаль чемпіонату світу серед чоловіків[47].
  - За рейтингом, складеним британське видання «The Independent», найспекотнішим місцем на Землі дісталося національному парку Долина смерті в Каліфорнії, США[48].
- 8 лютого
  - У Бразилії поблизу Ріо-де-Жанейро сталася пожежа в тренувальному центрі футбольного клубу Фламенго, загинуло щонайменше 10 осіб та ще троє постраждали[49].
  - Парламент Греції ратифікував протокол про приєднання Північної Македонії до НАТО[50].
  - Уряд Іспанії повідомляє, що розриває діалог з урядом Каталонії, посилюючи регіональну кризу[51].
  - 67-річний Брюс МакАртур[en] засуджений до довічного ув'язнення за вісім убивств у Торонто, ставши найстарішим відомим секс-вбивцею в історії Канади[52].
  - Вибори Президента України: ЦВК завершила реєстрацію та зареєструвала рекордну для України кількість кандидатів у президенти — 44 людини[53].
  - Найстарша слониха у світі Дакшаяні померла в Індії на 89-му році життя[54].
- 10 лютого
  - У Лондоні відбулася 72-га церемонія вручення премії Британської академії телебачення та кіномистецтва (БАФТА). Найкращим фільмом було визнано «Рому» Альфонсо Куарона.[55]
  - У Лос-Анджелесі відбулася 61-ша церемонія вручення премії «Греммі». Найбільшу кількість нагород (по 4) отримали Дональд Гловер та Кейсі Масгрейвс[56].
- 11 лютого
  - На 61-й церемонії вручення «Греммі», у номінації «Найкраща пісня», перемогла «This Is America»[en] Дональда Гловера. Найкращим новим артистом стала Дуа Ліпа, а найкращим альбомом — «GoldenHour»[en] Кейсі Масгрейвс[en][57].
- 12 лютого
  - Суперечка щодо назви Македонії: Македонія офіційно одержала нову назву — Республіка Північна Македонія[58].
  - У Верховному суді Іспанії[en] почався процес[en] над 12 лідерами каталонського руху за незалежність[59].
  - Бруклінський федеральний суд визнав винним[en] Хоакін «Ель Чапо» Гусман за всіма 10 пунктами: обвинувачення включають участь у постійному кримінальному підприємстві, змові з відмивання доходів від наркотиків, міжнародному розподілі кокаїну, героїну, марихуани та інших наркотиків, а також використання вогнепальної зброї під час скоєння злочину[60].
  - У готелі в центрі Нью-Делі сталась пожежа[en], під час якої загинуло 17 осіб[61].
  - Польща оголосила консула Норвегії у Варшаві персоною нон ґрата у відповідь на аналогічні дії Осло щодо польського консула Славомира Ковальського[62].
  - У Туреччині силовики затримали 641 підозрюваного в причетності до «терористичної організації фетхуллахістів»[en] (FETO), яку Анкара звинувачує в організації спроби державного перевороту в липні 2016 року[63].
  - Розігруючий Оклахома-Сіті Рассел Вестбрук став автором найтривалішої серії трипл-даблів в НБА, побивши рекорд Вілта Чемберлена та досягнувши показника в 10 матчів поспіль[64].
  - В Російський Федерації у першому читанні прийнято «Закон про суверенний інтернет»[65].
- 13 лютого
  - На південному сході Ірану 27 військових «Корпусу вартових Ісламської революції» загинули внаслідок теракту. Усю відповідальність узяло угруповання Джаіш аль-Адл[en][66].
  - США розширив санкції проти Ірану[67].
  - В ООН створено Об'єднаний фонд гуманітарної допомоги Україні[68].
  - НАСА офіційно оголосило про завершення роботи марсоходу «Оппортьюніті», з яким було перервано зв'язок 10 червня 2018 року. Він пропрацював на Марсі 15 років та 8 місяців замість запланованих 92 діб[69][70].
  - На дні Тихого океану знайдено американський авіаносець «Хорнет» часів Другої світової війни, що був затоплений у битві біля островів Санта-Крус[71].
  - У Турне місцева влада вирішила знести міст через річку Шельду, який був побудований[fr] у XIII столітті та входить у список спадщини ЮНЕСКО[72].
- 14 лютого
  - Унаслідок атаки на авто служби безпеки у Пулвамі, Індія, загинуло 40 працівників спецслужби Індії. Відповідальність за напад узяли на себе терористи з угруповання Джайші-е-Мухаммад[73][74].
  - Пхеньян має намір зміцнювати співпрацю з Каракасом і демонструє солідарність із венесуельським народом[75].
  - Європейський авіабудівний концерн «Airbus» оголосив про припинення виробництва найбільших у світі пасажирських літаків A380[76].
  - У Танзанії палеонтологи виявили майже повний гігантський скелет титанозавра з роду Mnyamawamtuka[77].
  - Жителі Гаїті виходять на вулиці[en] з вимогою відставки президента країни Жовенеля Моїза[78].
  - Померла зв'язкова Романа Шухевича, Ганна Яринич[79].
- 15 лютого
  - Унаслідок серії збройних нападів[en], що відбулися за день до загальних виборів[en], загинуло понад 60 осіб у штаті Кадуна, Нігерія[80][81].
  - Президент США Дональд Трамп оголосив про введення в країні надзвичайного стану в країні для отримання фінансування на будівництво стіни вздовж кордону з Мексикою[82].
  - Прем'єр-міністр Іспанії Педро Санчес через законодавчу кризу в країні оголосив про дострокові парламентські вибори 28 квітня 2019 року[83].
  - Уряд Іспанії затвердив мирову угоду щодо ексгумації останків померлого у 1975 році диктатора Франциско Франко[84].
  - Північна та Південна Корея готові до спільного проведення літніх Олімпійських ігор 2032 року[85].
  - Уряд Японії представив законопроєкт, який визнає айнів корінним населенням[86].
  - Почав діяти безвізовий режим між Україною та Уругваєм, терміном до 90 діб[87].
- 17 лютого
  - На північному сході Парижа евакуйовано близько 1600 осіб у зв'язку з операцією зі знешкодження бомби часів Другої світової війни[88].
  - Три військово-транспортні літаки США з гуманітарною допомогою для Венесуели приземлилися у прикордонному колумбійському місті Кукута[89].
  - У барі в курортному місті Канкун у Мексиці внаслідок стрілянини загинули п'ятеро людей[90].
  - У Берліні завершився 69-й Берлінський міжнародний кінофестиваль. Головну нагороду — «Золотого ведмедя» — здобув фільм ізраїльського режисера Надава Лапіда «Синоніми»[91].
- 18 лютого
  - В Україні вшанували п'яту річницю розстрілів на Майдані[92].
  - У результаті подвійного теракту в сирійському Ідлібі загинули 24 людини, у тому числі четверо дітей[93].
  - Зустріч прем'єр-міністрів країн «Вишеградської четвірки» й Ізраїлю в Єрусалимі скасовано через відмову Польщі, після того як ізраїльський міністр звинуватив її в співпраці з нацистами під час Другої світової війни[94].
  - У фінальному змаганні конкурсу «Америка має талант: Чемпіони»[en] корону «World Champion» отримав Шін Лім[en] (Канада), Ксенія Симонова, (Крим, Україна) зайняла третє місце[95].
- 19 лютого
  - Міністерство навколишнього середовища Австралії[en] офіційно підтвердило вимирання представників виду Melomys rubicola[96].
  - Помер модельєр Карл Лагерфельд[97].
- 20 лютого
  - Посли Європейського Союзу продовжили на рік ембарго на постачання зброї та спецзасобів у Білорусь[98].
  - В Україні вшанували пам'ять Героїв Небесної сотні[99].
  - Компанія «Samsung» презентувала лінійку смартфонів Samsung Galaxy S10 і Samsung Galaxy Fold (перший смартфон із гнучким екраном)[100].
  - Американській співачці Аріані Ґранде вдалося побити рекорд «The Beatles» 1964 року, коли композиції гурту розташувалися на трьох перших рядках хіт-параду «Billboard»[101].
  - Кролик Тааві з Фінляндії потрапив до Книги рекордів Гіннесса, бо вміє виконувати безліч команд і трюків[102].
  - На Галапагоських островах, що в Тихому океані, знайшли гігантську черепаху виду Chelonoidis phantasticus, яку востаннє бачили аж у 1906 році[103].
- 21 лютого
  - Пожежа[en], що сталася в старому районі столиці Бангладеш Дакки, забрала життя в понад 60 осіб[104].
  - Президент Венесуели Ніколас Мадуро розпорядився закрити сухопутний кордон напередодні майбутньої доставки гуманітарної допомоги з Бразилії[105].
  - На тлі судового процесу[en] над 12 колишніми лідерами Каталонії в Барселоні відбувся масштабний мітинг протесту під гаслом «Самовизначення — не злочин»[106].
  - Тисячі протестуючих, які підтримують опозицію Албанії зібралися біля будівлі парламенту з вимогою відставки уряду[107].
  - Під час виставки IDEX 2019, що проходила в Абу-Дабі 17—21 лютого, була представлена детальна інформація про новий безпілотний бомбардувальник великого радіуса дії (UCAV). Саудівська компанія «Science Technology» разом з партнерами з Південної Кореї, США та України запускає програму, яка використовуватиме новітні технології та досвід бойових дій для розробки нової безпілотної повітряної платформи, яка зможе перевозити декілька тонн високоточного озброєння[108].
  - В американському штаті Юта знайдено скам'янілості нового виду Тиранозавра названого Moros intrepidus[109].
  - Учені повідомляють, що на Північному Малуку, Індонезія, знов було виявлено найбільшу бджолу на Землі Megachile pluto. Останні раз її бачили аж 1981 року[110].
  - Повідомлено про відкриття найвіддаленішого об'єкта Сонячної системи на відстані 140 а.о. — FarFarOut[111].
- 22 лютого
  - Президент Судану Омар аль-Башир оголосив про введення режиму надзвичайного стану в країні терміном на один рік і розпустив уряд на тлі антиурядових протестів[112].
  - Лідер венесуельської опозиції Хуан Гуайдо, опублікувавши свій перший указ, дозволив в'їзд гуманітарної допомоги до Венесуели і розпорядився відкрити кордон із Бразилією[113].
  - Національна гвардія Венесуели відкрила вогонь по групі корінних жителів, пемон-демонстрантів, які намагалися блокувати військовий конвой, що прямував до кордону Бразилії та Венесуели[en]. Загинуло щонайменше дві особи та ще близько 14 поранено[114][115].
  - Від ракети-носія Falcon 9 успішно відстикувався перший приватний місячний зонд «Берешит» ізраїльської компанії SpaceIL[116].
  - Японський зонд Хаябуса-2 приземлився на астероїд Рюгу[117].
  - У Парижі (Франція) відбулася 44-та церемонія вручення нагород французької національної кінопремії «Сезар». Найкращим фільмом стала драма режисера Ксав'є Леграна «Опіка».[118].
  - Англіканська церква скасувала правило 1603 року, яке вимагає проводити щонедільні богослужіння в усіх церквах[119].
- 23 лютого
  - Співачка MARUV перемогла у Національному відборі на 64-й пісенний конкурс «Євробачення»[120].
  - Венесуела розірвала дипломатичні відносини з Колумбією[121].
  - У результаті авіакатастрофи вантажного літака Boeing 767 у Техасі (США) загинуло три члени екіпажу[122].
- 24 лютого
  - На 91-й церемонії вручення «Оскар», у номінації «Найкращим фільм року», перемогла кінокартина «Зелена книга». Найкращим режисером став Альфонсо Куарон, актором — Рамі Малек, акторка — Олівія Колман[123].
- 26 лютого
  - ДТП у Харкові 18 жовтня 2017 року: винуватці ДТП Олена Зайцева та Геннадій Дронов отримали за рішенням суду по 10 років позбавлення волі[124].
  - Конституційний Суд України визнав неконституційною статтю 368-2 Кримінального кодексу України, яка передбачає покарання для чиновників за незаконне збагачення. Цю кримінальну відповідальність запровадили у 2015 році на вимогу ЄС (для візової лібералізації) та МВФ[125].
- 27 лютого
  - Україна на пісенному конкурсі Євробачення 2019: Національна суспільна телерадіокомпанія України повідомила, що Україна не братиме участь у конкурсі Євробачення-2019. Це сталося після того, як MARUV відмовилася підписувати договір, а гурти Freedom Jazz та KAZKA відмовилися від участі[126].
  - Національна паралімпійська збірна з зимових видів спорту на Чемпіонаті світі-2019, що завершився у канадському місті Принц-Джордж, виборовши у підсумку 42 медалі (9 золотих, 16 срібних та 17 бронзових), посіла 1-е загалькомандне місце[127].
  - У Римі відбулася 64-та церемонія вручення національної кінопремії «Давид ді Донателло». Найкращим італійським фільмом 2018 року стала стрічка «Догмен» режисера Маттео Ґарроне, який також отримав нагороду за «Найкращу режисерську роботу»[128].
- 28 лютого
  - Україна та Росія підписали протокол спільної комісії з використання біоресурсів Азовського моря у 2019 році[129].
  - Набув чинності закон про заборону представникам Росії спостерігати за виборами в Україні[130].
  - Президент США Дональд Трамп і північнокорейський лідер Кім Чен Ин не змогли досягти угоди на своєму другому саміті[en] у В'єтнамі[131].
  - Рада безпеки ООН відхилила дві конкурентні резолюції щодо кризи у Венесуелі, представлені США і Росією[132].
  - Влада США оштрафувала сервіс TikTok на рекордні 5,7 мільйона доларів за публікацію відео з дітьми до 13 років[133].
  - Відеохостинг YouTube заявив, що відключить коментарі для відеороликів, на яких присутні особи до 18 років[en], щоб «захистити дітей і сім'ї»[134].